# 十和田隕石
十和田隕石（とわだいんせき）は、青森県内で2番目に発見された隕石。1997年（平成9年）4月頃、青森県十和田市米田の民家で発見された。重さは53.5gであり、石質隕石である。なお、分析の結果、落下は1990年以前とわかった。十和田市文化センター内に展示されている。